# Luis Ferrant y Llausás
Luis Ferrant Llausás (Barcelona, 6 de noviembre de 1806-Madrid, 29 de junio de 1868) fue un pintor español, hermano del también pintor Fernando Ferrant y tío y maestro de Alejandro Ferrant y Fischermans. Marchó a Madrid para estudiar pintura en la Academia de San Fernando de la mano de Juan Antonio de Ribera. En 1840 recibió una beca de su protector el infante Sebastián Gabriel, para estudiar en Roma, donde va acompañado por su hermano, Fernando Ferrant. Fue nombrado pintor de cámara de Isabel II, por lo que tiene la posibilidad de pintar a toda la familia real. Además colaboró en la redecoración del palacio de Aranjuez. Tras la muerte de su hermano Fernando, se casó con su viuda y se convirtió en el tutor de su sobrino Alejandro. Vinculado al reino de Isabel II, la reina le colmó de honores, tan vinculado al régimen de dicha reina estaba que falleció al mismo tiempo que esta era destronada.

## Biografía
Nació en Barcelona en 1806 e hizo sus primeros estudios en el de Juan de Ribera y en las clases de la Academia de San Fernando. Pensionado por el infante Sebastián Gabriel para pasar a Italia, partió a dicho país con su hermano Fernando, pintor de paisaje, con quien quiso compartir el sueldo de 10 000 reales que el infante le había concedido y continuó pasándole durante diez años. En 1842 fue nombrado pintor de cámara, y en el mismo año el rey Fernando II de Nápoles le concedió el nombramiento de académico de la de Bellas Artes de aquella capital italiana. En 1848 fue nombrado pintor de cámara de la reina Isabel II y profesor ayudante de estudios elementales en la Academia de San Fernando, siendo ascendido a profesor numerario el 18 de marzo de 1857. Cuatro años más tarde ganó por oposición la plaza de profesor supernumerario en la Escuela superior de Pintura.
Individuo de la Academia de San Fernando y de la Real de Arqueología y Geografía del Príncipe Alfonso, murió según Ossorio y Bernard de «una inflamación al hígado» el día 28 de julio de 1868, a los sesenta y dos años de edad. Fue maestro de su sobrino Alejandro Ferrant.

## Obra

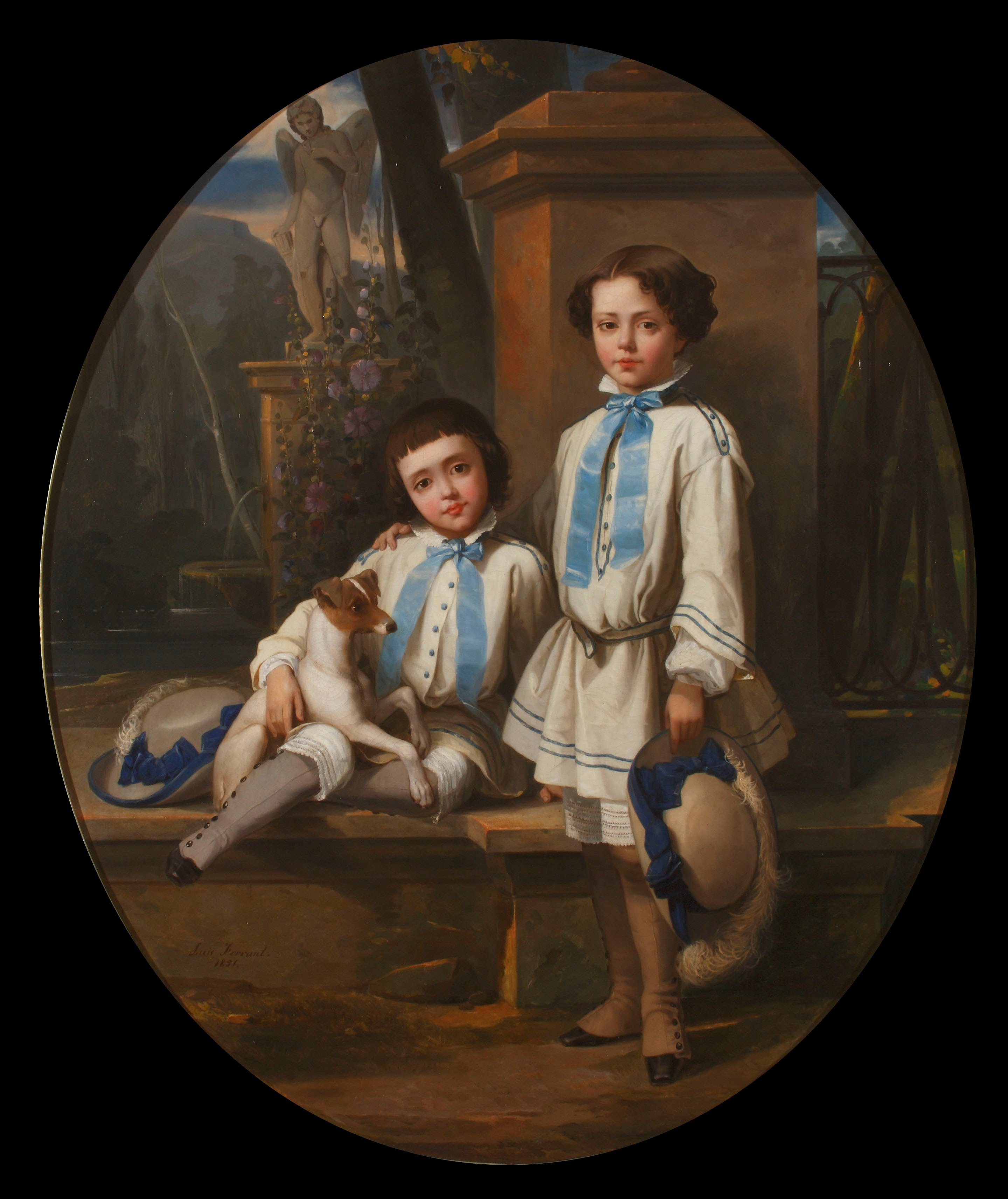
Alejandro y Luis Ferrant y Fischermans, sobrinos del pintor, 1851, óleo sobre lienzo, 160 x 133 cm en óvalo, Madrid, Museo del Romanticismo.

Durante su permanencia en Italia pintó para su protector el infante obras como Adán y Eva en el momento de encontrar el cadáver de su hijo Abel, Cervantes hecho prisionero y conducido a Argel, Miguel Ángel encontrando al papa Urbano a las puertas de Roma, La Virgen, San Juan y las tres Marías al pie de la Cruz, El Ángel del Señor apareciéndose a Tobías y su padre, Gaiteros napolitanos, Italianas en oración, Dos Estudios de cabezas del tamaño natural, boceto de un cuadro grande que dejó bosquejado que representaba a Felipe IV y su familia con varios personajes de la corte visitando el estudio de Diego Velázquez, el cual les presenta el retrato del príncipe Baltasar Carlos en traje de cazador, y otros de menos importancia.
Antes de su marcha a Roma había pintado su cuadro del Descubrimiento del mar del Sur por Vasco Núñez de Ulloa y Mercurio adormeciendo a Argos para robarle sus vacas. A su vuelta a España hizo para el Palacio cinco cuadros representando las siguientes obras de misericordia: Visitar a los enfermos, Dar posada al peregrino, Dar de comer al hambriento, Enterrar a los muertos y Vestir al desnudo, obras todas ellas de grandes dimensiones, como asimismo el cuadro que representaba a El rey a caballo acompañado de su servidumbre.
Al volver a España el infante Sebastián Gabriel, Ferrant pintó para este desde el año 1859 dos cartones a media mancha de color pintados a la acuarela, y representando el uno La llegada de S. A. al muelle de Alicante a su vuelta de Nápoles, y el otro la Entrevista de la reina con su tío Sebastián, que tuvo lugar en el Palacio de San Ildefonso y en cuya composición hay gran número de personajes. Pintó además para el infante los siguientes cuadros, casi todos de pequeño tamaño: Cervantes escribiendo el Quijote, coronado por una fama; otro de asunto análogo; Felipe IV dando la mano para bajar la escalera en un jardín a la condesa Isabel de Guzmán; Un coro de monjas; San Antonio con el Niño Dios y coro de ángeles; La Virgen con el Niño en los brazos; Una Concepción; Los sagrados corazones de Jesús y María; Los retratos del rey y del infante Sebastián, en busto; Capuchinos en oración; Un soldado corneta; un boceto para un trasparente representando a España; Una suerte de toros; Cervantes escribiendo el Quijote en la prisión de Argamasilla de Alba; San Sebastián y Santa Cristina; La Virgen en oración; La Virgen con el Niño Dios acariciándola y coro de ángeles; cinco retratos de los infantes Sebastián y Cristina, de los cuales poseía uno la Academia de Arqueología y Geografía y dos el emperador del Brasil. Por su fallecimiento dejó sin terminar un cuadro grande representando a los Santos patronos de la familia del infante invocando la protección de la Virgen.
Fueron asimismo obras de Luis Ferrant los Retratos de los Reyes D . Alfonso X y Don Sancho IV, para la serie cronológica existente en el Museo del Prado; un cuadro grande en bosquejo alegórico a la guerra de África; San Fernando y Santa Isabel, para el Ministerio de la Guerra; un cuadro para una sobrepuerta de un salón del palacio del Duque de Alba, representando una Fiesta de campo en tiempo de Luis XV; Los Reyes D. García Ramírez el Restaurador, D. Alonso Sánchez el Batallador y D. Pedro Sánchez, para el salón de la Diputación provincial de Pamplona; un cuadro para el panteón de su padre y su hermano Cayetano, representando La Fé y la Caridad con varios niños con guirnaldas y teas; Un niño conducido al cielo por dos ángeles; Un sátiro contemplando a una bacante dormida, Jesucristo en el Calvario, y numerosos retratos, entre los que podrían citarse los de la familia del duque de Bailén, el del ministro Luis López Ballesteros, los del general Messina y su esposa, el del barón de la Joyosa, el de una hija del marqués de Falces, otro de la del poeta Antonio Hurtado, los del coronel de caballería Manfredi y su familia, y los de su esposa, hijos y sobrinos. Hizo asimismo otros varios retratos a la aguada. Muchas de las obras citadas fueron presentadas por su autor en diferentes exposiciones públicas y en la Universal de París de 1855, recibiendo elogios de la crítica.
Lista
- Pinturas religiosas
  - La negación de San Pedro
  - La Virgen
  - San Juan y las Tres Marías al pie de la Cruz
  - San Sebastián
  - Santa Cristina
  - Tobías y su padre con el ángel
  - Adán y Eva ante el cadáver de Abel

- Pinturas históricas
  - Miguel Ángel y el papa Urbano
  - Cervantes hecho prisionero y conducido a Argel

- Pinturas literarias
  - Cervantes escribiendo el Quijote

- Mitológicos
  - Mercurio adormeciendo a Argos

- Pinturas de costumbristas
  - Gaiteros napolitanos
  - italianas en oración
  - Alegorías de carácter oficial.

- Retratos
  - Distintos miembros de la familia Real de Isabel II
  - Sus sobrinos Alejandro y Luis (Museo del Romanticismo).
  - Sancho IV, El Bravo, rey de Castilla y León (depósito del Museo del Prado en la Capitanía General de Barcelona).